# 축원
축원(竺源: 1861~1926) 또는 서진하(徐震河)는 조선 시대 말기 및 대한제국 시대의 승려이다.본관은 이천 서씨 호는 진하(震河), 성은 서(徐)이다.
12세 때 금강산 신계사(神溪寺)의 상운(常雲)에 의해 출가하여 서호(西灝)에게서 구족계를 받고, 탄종(坦鐘)의 법을 이었다. 유형(有炯) · 해주(海珠)에게서 경전을 배워 대강사가 되었고, 만년에 중국에 건너가 저장성 천암율사(天庵律事)에게서 다시 구족계를 받았다. 1926년 제주도에 갔다가 아라교당에서 죽었다.
그는 《선문재정록(禪門再正錄)》을 지어 긍선과 유형의 주장을 비판하고, 《선문수경》 논쟁 자체가 무의미하다고 하였다.

## 같이 보기
- 조선 말기의 선론
- 긍선
- 의순
- 유형
- 홍기

## 참고 문헌
- 이 문서에는 다음커뮤니케이션(현 카카오)에서 GFDL 또는 CC-SA 라이선스로 배포한 글로벌 세계대백과사전의 내용을 기초로 작성된 글이 포함되어 있습니다.